# Chiesa di San Rocco (Mesocco)
La chiesa di San Rocco è un edificio religioso che si trova a Mesocco, nel Cantone dei Grigioni.

## Storia
La chiesa risale probabilmente agli inizi del XVI secolo. Nel 1668 fu adibita ad ospizio dei frati cappuccini. Nel 1671 vennero costruite le due cappelle ai lati del coro, nel 1730 venne prolungata la navata e costruite altre due cappelle laterali.

## Descrizione
La chiesa si presenta con una pianta ad unica navata, sovrastata da volte in gesso. Il coro ha una volta a crociera ed è ornato con affreschi di Francesco Antonio Giorgioli.

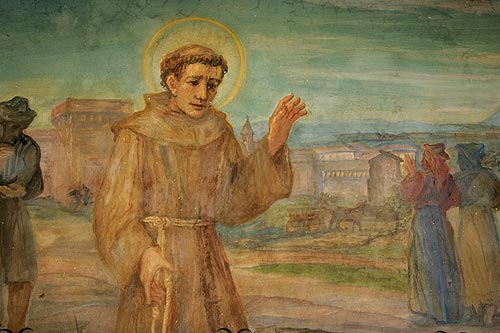
Affresco: San Rocco

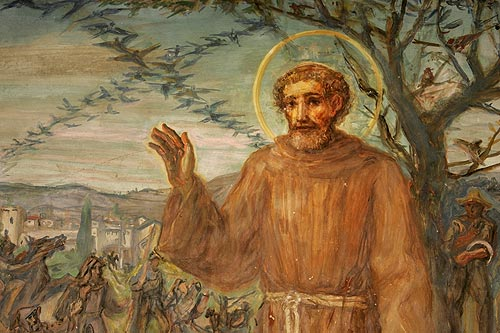
Affresco: San Rocco